# Ever Greet (schip, 2019)
De Ever Greet is een containerschip van het Evergreen 20.000 TEU-type en werd in 2019 voor Evergreen Marine gebouwd.
Het is een zusterschip van de Ever Given die in maart 2021 het Suezkanaal blokkeerde. De Ever Greet was toen op weg naar Rotterdam, maar moest vanwege die blokkade omvaren via Kaap de Goede Hoop.